# Montréal–Notre-Dame-de-Grâce
Pour l’article homonyme, voir Notre-Dame-de-Grâce (homonymie).
Montréal–Notre-Dame-de-Grâce est un ancien district électoral provincial du Québec. Il a existé de 1939 à 1965.

## Historique
Le district électoral de Montréal—Notre-Dame-de-Grâce a été créé à la suite de la suppression du district de Westmount. Montréal—Notre-Dame-de-Grâce constituait en fait la partie nord de cet ancien district. Il a existé jusqu'en 1965, date à laquelle l'actuelle circonscription de Notre-Dame-de-Grâce a été créée. Une seule femme s'est présentée dans cette circonscription, il s'agit de Mme Helen Hall pour le Parti ouvrier progressiste aux élections générales du 20 juin 1956.

## Liste des députés
| Législature                                         | Années    | Député       | Député                 | Parti   |
| --------------------------------------------------- | --------- | ------------ | ---------------------- | ------- |
| Montréal–Notre-Dame-de-Grâce Créée depuis Westmount |           |              |                        |         |
| 21e                                                 | 1939–1944 |              | James Arthur Mathewson | Libéral |
| 22e                                                 | 1944–1948 |              | James Arthur Mathewson | Libéral |
| 23e                                                 | 1948–1952 | Paul Earl    |                        | Libéral |
| 24e                                                 | 1952–1956 | Paul Earl    |                        | Libéral |
| 25e                                                 | 1956–1960 | Paul Earl    |                        | Libéral |
| 26e                                                 | 1960–1962 | Paul Earl    |                        | Libéral |
| 27e                                                 | 1962–1963 | Paul Earl    |                        | Libéral |
| 27e                                                 | 1963–1966 | Eric Kierans |                        | Libéral |
| Dissoute dans Notre-Dame-de-Grâce                   |           |              |                        |         |